# کنفدراسیون جهانی فیزیوتراپی
کنفدراسیون جهانی فیزیوتراپی (WCPT) یک سازمان غیر انتفاعی با ۱۰۱ عضو به عنوان نمایندگی حرفه فیزیوتراپی در سطح بین‌المللی است
این کنفدراسیون هر ۴ سال یک بار در یکی از کشورهای عضو، کنگره بین‌المللی در ابعاد علمی و مسائل مربوط به فیزیوتراپی برقرار می‌کند که در کنار ارائه مقالات علمی با رای گیری در مجمع عمومی آیین‌نامه‌های مختلفی را به تصویب می‌رساند. در این مجمع رئیس و اعضای هیأت مدیره برای ۴ سال انتخاب می‌شوند.
تشویق انجمن‌های فیزیوتراپی و دولت‌ها به رعایت استانداردها در آموزش و درمان از مأموریت‌های آن است.
- مأموریت‌ها:

1. نمایندگی حرفه فیزیوتراپی در سطح بین‌المللی
2. تشویق به بالا بردن استانداردهای فیزیوتراپی در زمینه‌های پژوهشی، آموزشی و عملی
3. حمایت از ارتباط‌ها و تبادل اطلاعات بین نواحی و انجمنهای عضو WCPT
4. همکاری با سازمانهای ملی و بین‌المللی

- اهداف:

1. تشویق انجمن‌های فیزیوتراپی و دولت‌ها به رعایت استانداردها در آموزش و درمان
2. تشویق انجمن‌های فیزیوتراپی و دولت‌ها به ارتباط و تبادل اطلاعات با یک دیگر در امور فیزیوتراپی
3. تشویق در جهت بالا بردن انجمن‌های فیزیوتراپی و پشتیبانی یا سازمان‌هایی که در جهت بهبود جایگاه فیزیوتراپیست‌ها تلاش می‌کنند.
4. برنامه‌ریزی در جهت برگزاری کنگرهای بین‌المللی فیزیوتراپی
5. معرفی فیزیوتراپی در ابعاد بین‌المللی
6. همکاری با سازمان‌های ملی و بین‌المللی
7. اظهار نظر در خصوص مسائلی که بر سلامت تأثیرگذار می‌باشند.
8. فعالیت‌های قانونمند در جهت بالا بردن WCPT

WCPT هر ۴ سال یک بار در یکی از کشورهای عضو، کنگره بین‌المللی و مجمع عمومی خود را تشکیل و در ابعاد علمی و مسائل مربوط به فیزیوتراپی بر قرار می‌کند که در کنار ارائه مقالات علمی با رای گیری در مجمع عمومی آیین‌نامه‌های گوناگونی را به تصویب می‌رساند. در این مجمع رئیس و اعضای هیأت مدیره برای ۴ سال انتخاب می‌شوند.
مصوبات در مجمع عمومی شامل آیین‌نامه‌های حرفه‌ای، تعاریف، مفاهیم، شرح وظایف، اصول اخلاقی، حقوق بیمار، آموزش، درمان، و... می‌باشد.

## توصیف و تعاریف WCPT از فیزیوتراپی
در پاسخ به درخواست‌ها سیزدهمین جلسه عمومی برای توصیف فیزیوتراپی، سازمان WCPT با هدف ایجاد ساختاری که انجمن‌های عضو در قسمت‌های گوناگون جهان بتوانند توصیفی از فیزیوتراپی هم‌ارز با نیازهایشان ارائه دهند، به مشورت پرداختند. 
سازمان WCPT می‌خواهد از انجمن‌های عضو حمایت کند نه این که آن‌ها را یک شکل سازد. به همین دلیل تعریف زیر برای پاسخ به نیازهای مشخص اعضا ارائه شده‌است. که بیشتر یک بیانیه‌است تا مصوبه و بنابراین برای تعدیل‌ها و توسعه نیازهای آینده این حرفه فضای بازی می‌گذارد. پژوهش‌های نو سبب کشف حقایق جدیدی می‌شوند که زمینه ساز روش‌های درمانی آینده می‌باشند. این امر هیچ کجا بیش از درک ما از حرکات انسانی که اساس مهارت‌ها و دانش یک فیزیوتراپیست را تشکیل می‌دهد، واضح نیست. مشخص است که یکتایی سهم فیزیوتراپی در مراقبت‌های پزشکی در هزاره آینده باید به‌طور کامل تعریف شود.